# 1778
Cette page concerne l'année 1778  du calendrier grégorien.
L'année 1778 est une année commune qui commence un jeudi.

## Événements
- 18 janvier : James Cook découvre certaines des îles Sandwich, aujourd’hui îles d’Hawaii, et en effectue le relevé[1]. Les marins de James Cook sont les premiers Européens à observer la pratique du surf à Hawaii[2].

- 6 février : traité d’alliance défensive et traité de commerce franco-américain conclu par Franklin à Paris[3].

- 7 mars : lors de son troisième voyage, James Cook atteint la côte du continent nord-américain au large de l’actuel Oregon. Il cherche en vain le passage du Nord-Ouest. Il longe cependant la côte jusqu’en Alaska, s’engage dans ce qui est appelé aujourd’hui le détroit de Cook, puis poursuit sa route vers le nord, remonte jusqu’au détroit de Béring qu’il franchit avant d’être contraint de faire demi-tour face à la banquise de la calotte glaciaire (18 août)[4]. Il remet alors le cap vers les îles Sandwich, où il est contraint d’hiverner. Les rapports avec les Hawaiiens se dégradent peu à peu : victime du vol d’une chaloupe, Cook veut récupérer son bien et il est poignardé au cours d’un bref affrontement avec les habitants de l’île (14 février 1779).

- 11 mars : traité du Pardo. Le Portugal cède à l’Espagne Fernando Póo et Annobón en Guinée équatoriale[5].
- 30 mai : Voltaire, philosophe français, meurt à l'âge de 83 ans.

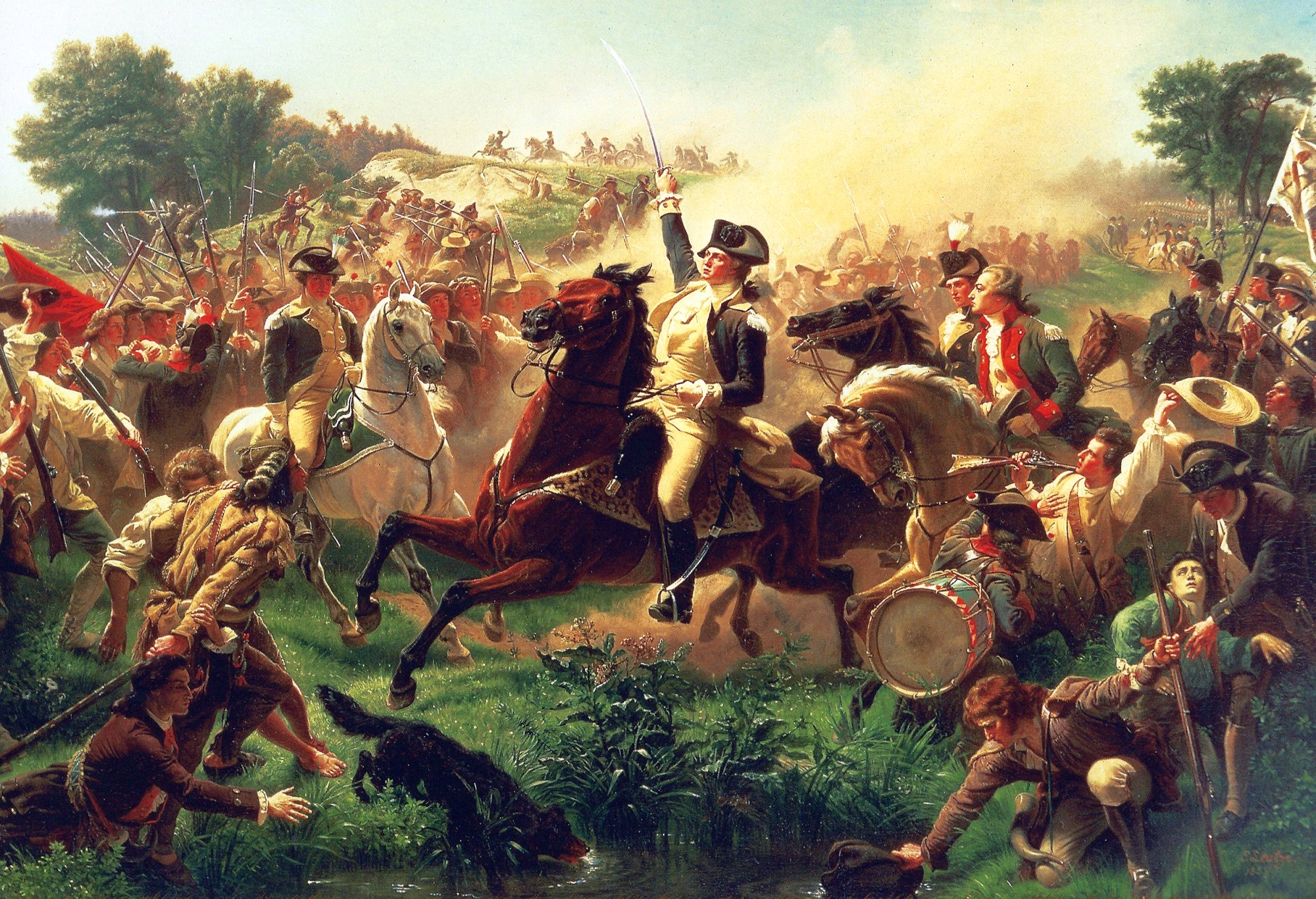
28 juin : bataille de Monmouth

- 28 juin : victoire américaine à la bataille de Monmouth[6].

- 10 juillet : à la suite du combat du 17 juin, le roi de France donne l'ordre au duc de Penthièvre, amiral de France, d'armer en guerre contre le Royaume-Uni[7].

- 21 août - 19 octobre : siège et prise de Pondichéry par les Britanniques.

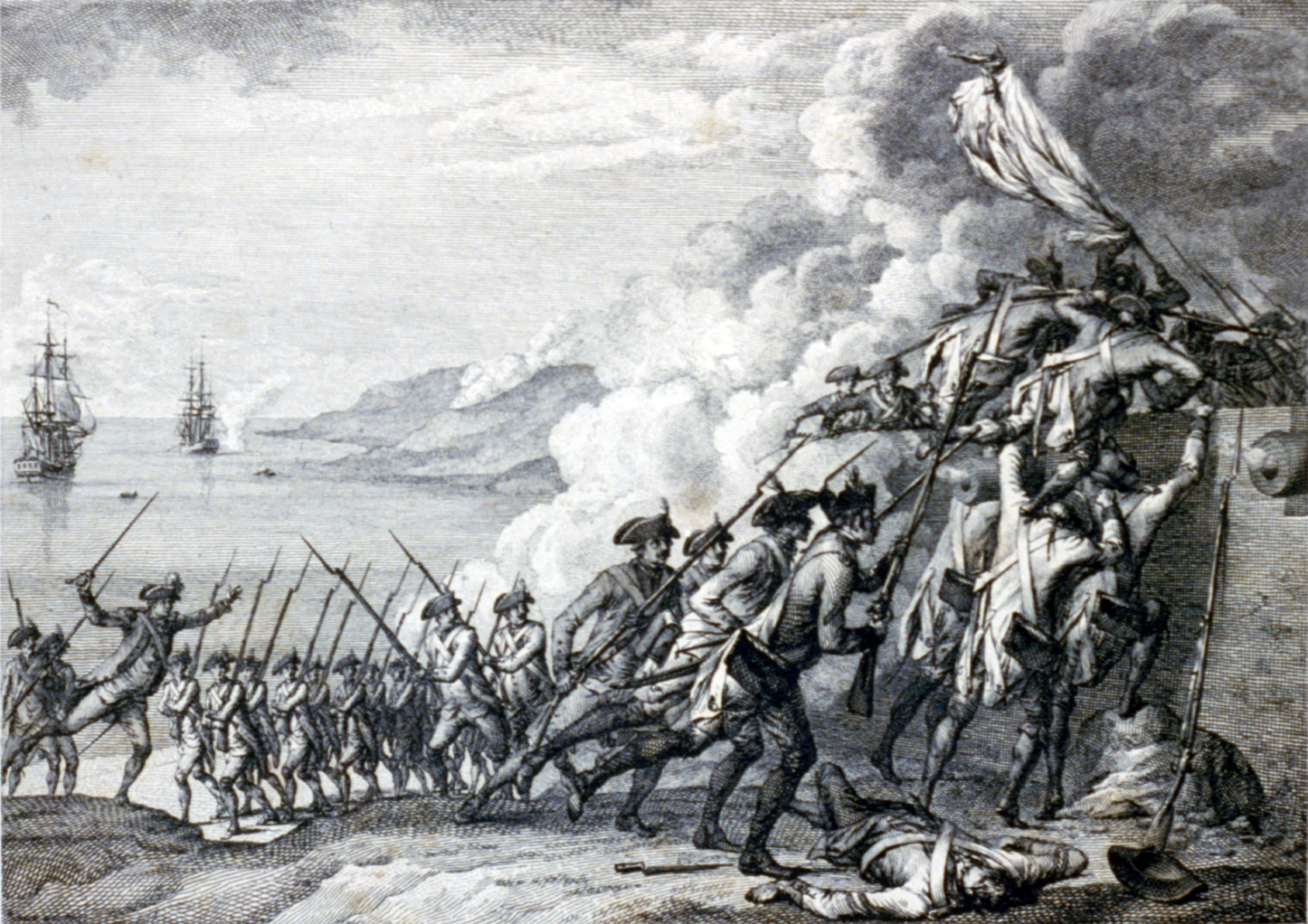
6 septembre : prise de la Dominique.

- 6 - 8 septembre : victoire française à la bataille de la Dominique[8].
- 17 septembre : traité entre les Américains et les Delaware à Fort Pitt[9].

- 6 novembre : le gouverneur du Cap Joachim van Plettenberg fixe la frontière à la Great Fish River[10].
- 26 novembre : James Cook découvre Maui[11].

- 14 - 15 décembre : victoire navale britannique sur la flotte française à la bataille de Sainte-Lucie[12].
- 18 - 28 décembre : prise de Sainte-Lucie par les Britanniques[12].

- Bihé, roi des Ovimbundus (Angola), se convertit au catholicisme[13].
- Laos : après avoir soumis le Champassak, le Siam impose sa suzeraineté au royaume de Luang Prabang et envahit le royaume de Vientiane[14].

### Europe
- 2 février et 16 octobre : décrets inspirés par José de Gálvez étendant la liberté de commerce en Espagne. Treize ports de la péninsule Ibérique peuvent participer librement aux échanges commerciaux avec 24 ports de l'Amérique espagnole[15].

- 30 mars, Espagne : création des alcades de quartiers, fonction qui allie la bienfaisance en faveur des nécessiteux et la prévention de la délinquance[16].

- 18 mai : la Chambre des communes adopte le Catholics relief act (Papists Act) au Royaume-Uni. Il prend force de loi le 25 mai[17]. Il provoque des mouvements d’hostilités aux cris de « No popery » (1779).
  - Entre 1778 et 1783, Londres prend des mesures conciliatrices en Irlande : les catholiques retrouvent le droit de posséder des terres, les mesures frappant le clergé sont abrogées, la liberté de commerce accordée et la loi Poynings abolie, ce qui rend au Parlement de Dublin sa pleine compétence législative.

- 6 juin : la province du Banat de Temesvár est dissoute[18], puis réincorporée par Joseph II à la monarchie hongroise (23 avril 1779)[19]. Le servage est introduit et la condition paysanne s’aggrave[20].

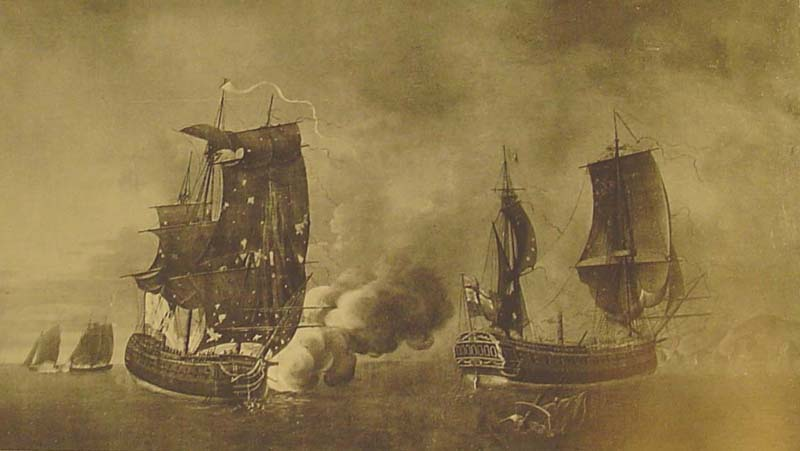
17 juin : bataille entre la frégate française Belle Poule et la frégate anglaise Aréthusa.

- 17 juin : le combat de la Belle Poule et de l'Aréthusa déclenche la guerre sur le front européen[21].
- 18 juin : oukase adressé à Grigori Potemkine ordonnant la fondation de Kherson[22]. Potemkine y construit une forteresse, des casernes et un chantier de constructions navales.

- 1er juillet : Convention entre la France et l'Électorat de Trèves.

- 3 juillet : la Prusse déclare la guerre à l'Autriche[23]. C'est le début de la guerre de Succession de Bavière (fin en 1779) à la mort de Max-Joseph, mort sans enfants (1777). Pour accorder l’inféodation de la Bavière à l’électeur palatin Charles Théodore, Joseph II annexe Landshut et Straubing, en Basse-Bavière, contre la volonté de sa mère Marie-Thérèse et de Frédéric II de Prusse, ce qui déclenche une crise diplomatique.
- 5 juillet : la Prusse envahit la Bohême, mais doit retirer ses troupes en septembre faute de vivres[23] (guerre des pommes de terre). Joseph II doit renoncer à ses ambitions.
- 20 juillet : concordat entre le Portugal et le Vatican[24]. Réorganisation de la censure avec l’accord de Rome qui délègue son pouvoir à une « commission d’examen et de censure des livres ». L’intendant de police poursuit les livres et les auteurs qui « tournent en ridicule et parlent avec mépris de notre sainte religion et du pouvoir suprême auquel nous avons le bonheur d’être subordonnés ».
- 27 juillet : combat d’Ouessant. La flotte française du comte d'Orvilliers force la croisière britannique de l’amiral Keppel à rompre le combat[25].

- Les protestants sont acceptés à la bibliothèque de Vienne[26].
- Création d’une école juive à Berlin par Naphtali Herz Wessely (Jüdische Freischule, éducation Haskala, influencé par les Lumières). Elle ferme en 1825[27].
- Enquête sur les monastères en Toscane dans le but de supprimer les moins importants ; leurs biens confisqués cinq ans plus tard sont utilisés à la réforme agraire et à l'entretien des prêtres[28].

## Naissances en 1778
- 1er janvier : Charles-Alexandre Lesueur, naturaliste, un artiste et un explorateur français († 12 décembre 1846).
- 5 janvier : Fortunato Santini, prêtre, compositeur et collectionneur italien († 14 septembre 1861).
- 9 janvier : Hammamizade İsmail Dede Efendi, compositeur turc († 29 novembre 1846).
- 12 janvier : Daniel Saint, peintre miniaturiste français († 23 mai 1847).
- 17 janvier : François Dacosta, clarinettiste et compositeur français († 1866).
- 27 janvier : Christian Matthias Schröder, homme politique allemand († 25 janvier 1860)

- 4 février : Augustin Pyrame de Candolle, botaniste suisse († 9 septembre 1841).
- 13 février : Fernando Sor, compositeur espagnol († 10 juillet 1839).
- 22 février : Rembrandt Peale, peintre néo-classicique américain († 3 octobre 1860).
- 25 février : José de San Martín, général argentin († 17 août 1850).

- 15 mars : Pauline Fourès dite "Bellilote", que Bonaparte rencontrera en Égypte en 1798 († 18 mars 1869).
- 30 mars : Domenico dalla Rosa, peintre italien († 3 avril 1834).

- 8 mai : Johann Gänsbacher, compositeur, chef d'orchestre et maître de chapelle autrichien († 13 juillet 1844).

- 10 juin : Cornelis Cels, peintre belge († 3 mars 1859).
- 20 juin : Marie-Éléonore Godefroid, peintre portraitiste française († 1849).

- 3 juillet : Carl Ludwig Engel, architecte et peintre allemand et finlandais († 4 mai 1840).
- 10 juillet :
  - Jean-Marie-Félicité Frantin, historien et écrivain français († 14 août 1863).
  - Sigismond von Neukomm, compositeur autrichien († 3 avril 1858).

- 20 septembre : Fabian Gottlieb von Bellingshausen, explorateur russe de l'Antarctique († 13 janvier 1852).
- 21 septembre : Carl Ludwig Koch naturaliste allemand († 23 août 1857).
- 23 septembre : Mariano Moreno, avocat, journaliste et homme politique des Provinces-Unies du Río de la Plata († 4 mars 1811).
- 27 septembre : Carl Friedrich Rungenhagen, compositeur et pédagogue allemand († 21 décembre 1851).

- 8 octobre : Hyacinthe-Louis de Quélen, archevêque de Paris († 31 décembre 1839).

- 3 novembre : Karlo Lanza, homme politique dalmate originaire d'Italie († 29 janvier 1834).
- 13 novembre : Charles Joseph Auriol, peintre suisse († 25 mai 1834).
- 14 novembre : Johann Nepomuk Hummel, compositeur allemand († 17 octobre 1837).

- 6 décembre : Louis Joseph Gay-Lussac, physicien et chimiste français († 9 mai 1850).
- 15 décembre : Marie-Nicolas Ponce-Camus, peintre français († 3 juin 1839).
- 19 décembre : Marie-Thérèse de France dite « Madame Royale », fille de Marie Antoinette et Louis XVI († 19 octobre 1851).
- 23 décembre : François de Robiano, homme politique belge († 6 juillet 1836).
- 28 décembre : Joseph Carrington Cabell, homme politique américain († 5 février 1856).

- Date précise inconnue :
  - Augustínos Kapodístrias, homme d'État grec († 1857).
  - Jules Soliste Milscen, écrivain, poète et homme politique haïtien († 7 mai 1842).
  - Luigi Vacca, peintre italien († 6 janvier 1854).

- 1778 ou 1779 : Sofia Giordano, peintre italienne († 14 mai 1829).

## Décès en 1778
- 4 janvier : Charles Eisen, peintre et graveur français (° 17 août 1720).
- 10 janvier : Carl von Linné, naturaliste suédois (° 23 mai 1707).

- 27 mars : Adam le Jeune, sculpteur français (° 22 mars 1705).

- 25 avril : James Relly (en), prédicateur unitariste (° vers 1722).

- 20 mai : Charles de Géer, biologiste et homme politique suédois (° 10 février 1720).
- 30 mai : Voltaire (François-Marie Arouet) écrivain, philosophe, poète et historien français (° 21 novembre 1694).

- 2 juillet : Jean-Jacques Rousseau, écrivain et philosophe genevois (° 28 juin 1712).
- 21 juillet : Christian Moritz von Königsegg-Rothenfels, maréchal de l'armée impériale autrichienne, chevalier teutonique, bailli d'Alsace et de Bourgogne et Commandeur de Holzkirchen (° 24 novembre 1705).

- 16 août : Ignazio Hugford, peintre néoclassique italien (° 1703).

- 11 septembre : Johann Sebastian Bach, peintre allemand (° 26 septembre 1748).
- 27 septembre : Jacques Hardouin-Mansart de Sagonne, architecte français (° 26 juillet 1711).

- 2 octobre : Françoise Duparc, peintre française (° 15 octobre 1726).
- 24 octobre : Henri-Ernest de Stolberg-Wernigerode, homme politique allemand (° 7 décembre 1716).

- 2 novembre : Sidney Smythe, juge et homme politique anglais († 1705).
- 9 novembre : Giovanni Battista Piranesi, dit Le Piranèse, dessinateur, graveur et architecte italien (° 4 octobre 1720).
- 20 novembre : Francesco Cetti, prêtre jésuite, zoologiste et mathématicien italien (° 9 août 1726).

- 22 décembre : Simon Mathurin Lantara, peintre français (° 24 mars 1729).
- 28 décembre : George Knapton, peintre de portraits anglais (° 1697 ou 1698).